# روسای چهارم
روسای چهارم (درگذشته ۵۸۵ ق. م) پادشاه اورارتو از ۵۹۰ تا ۵۸۵ پیش از میلاد بود. روسا چهارم پسر و جانشین روسا سوم و جانشین ساردوری چهارم بود. نام او در تعدادی از لوح‌های گلی که در کارمیر بلور (نزدیک ایروان، ارمنستان) یافت شده است، از جمله لوح‌هایی که کتیبه‌های سلطنتی خود او را دارند، ذکر شده است. با این حال، تقریباً هیچ چیز در مورد سلطنت او شناخته شده نیست. او احتمالاً هراچیا (ارمنی: Հրաչյա) است که مورخ ارمنی موسی خورنی از آن یاد کرده است.